# Juliana Gaviria Rendón
Juliana Gaviria Rendón (La Ceja, departament d'Antioquia, 31 de març de 1991) és una ciclista colombiana, que s'ha especialitzat en la pista. Ha guanyat diferents medalles als Campionats Panamericans en pista. Ha participat en dues edicions dels Jocs Olímpics.
El seu germà Fernando i el seu marit Fabián Puerta també es dediquen al ciclisme.

## Palmarès
- 2011
  - 1a als Campionats Panamericans en Velocitat per equips (amb Diana García)
- 2013
  - 1a als Campionats Panamericans en Velocitat per equips (amb Martha Bayona)
- 2014
  - Medalla d'or als Jocs sud-americans en keirin
  - 1a als Campionats Panamericans en Velocitat per equips (amb Diana García)

### Resultats a laCopa del Món en pista
- 2012-2013
  - 1a a Cali, en Keirin